# Tero Mäntylä
Tero Mäntylä (Seinäjoki, Finska, 18. travnja 1991.) bivši je finski nogometaš koji je igrao na poziciji braniča. 

## Karijera

### Klupska karijera
Tero je ponikao u lokalnom klubu TP-Seinäjoki. U veljači 2008. odlazi u engleski Portsmouth za koji sa samo 16 godina potpisuje trogodišnji ugovor. Tijekom dvogodišnjeg boravka u Engleskoj, Mäntylä nije dobio priliku u prvom sastavu te je odigrao svega dvije utakmice za rezervni sastav.
U kolovozu 2010. Tero Mäntylä se vraća u domovinu gdje potpisuje za Inter Turku da bi na kraju sezone 2011. prešao u bugarski Ludogorec Razgrad.

## Vanjske poveznice
- Profil igrača  Arhivirana inačica izvorne stranice od 20. veljače 2011. (Wayback Machine)